# Euryökie
Die Euryökie (aus den altgriechischen Wörtern εὐρύς eurys „breit, weit, geräumig“ und οἶκος oikos „Haus, Wohnort“ zusammengesetzt) bzw. Eurypotenz bezeichnet die Fähigkeit biologischer Arten, einen breiten Schwankungsbereich eines oder mehrerer Umweltfaktoren ertragen zu können, also einen breiten Toleranzbereich aufzuweisen. 
Individuen euryöker bzw. eurypotenter Arten sind in einem großen Spektrum von unterschiedlichen Biotopen lebensfähig, da sie aufgrund der großen Reaktionsbreite kaum in ihrer potenziellen Ausbreitung (fundamentale ökologische Nische bzw. Fundamentalnische) beschränkt sind. Es gilt aber zu beachten, dass diese nicht mit der realen Ausbreitung der betreffenden Art (realisierte ökologische Nische bzw. Realnische) verwechselt werden darf, da diese sich aus dem gesamtheitlichen Wechselspiel aller Umweltfaktoren, insbesondere der biotischen Faktoren (konkurrierender Arten, Fressfeinde, Nahrung) ergibt und außerdem nicht jede ökologische Potenz einer Art bezüglich eines Umweltfaktors auch realisiert werden muss.
Je nach Umweltfaktor unterscheidet man nach:
- eurybatisch (bezüglich der Wassertiefe)
- euryhalin (bezüglich des Salzgehalts) (Lachse, Barramundi, Bullenhaie und Diamantschildkröten sind beispielsweise euryhalin und haben damit die Fähigkeit, sowohl Süßwasser als auch Brack- und Salzwasser zu tolerieren.[3])
- euryhydr (bezüglich des Wassergehalts)
- euryhygr (bezüglich der Bodenfeuchte)
- euryphag (bezüglich des Nahrungsangebots)
- eurytherm (bezüglich der Umgebungstemperatur)
- eurytop (bezüglich des geographischen Lebensraumes allgemein)

Jede Art weist innerhalb ihrer Gedeihkurve, also der Darstellung ihrer Vitalität in Abhängigkeit von einem bestimmten Umweltfaktor, ein Maximum auf. Typisch für euryöke Arten ist, dass ihre Vitalität um dieses Maximum herum nur langsam abfällt und ihre Individuen daher auch noch unter Bedingungen überleben können, in denen der betreffende Umweltfaktor vergleichsweise weit von dem für die jeweilige Art idealen Bereich abweicht. Bei sehr engen Toleranzbereichen dagegen spricht man in Abgrenzung zur Euryökie von Stenökie bzw. stenöken Arten. 
Die Gegensätzlichkeit beider Begriffe für den Umweltfaktor Bodenfeuchte verdeutlicht die untere Abbildung, in der Steineiche und Schwarzerle stenohygre Arten darstellen, während die Rotbuche eine euryhygre Art ist.